# Fachschule für Journalistik des Verbandes der Journalisten der DDR
Die Fachschule für Journalistik des Verbandes der Journalisten der DDR in Leipzig war eine Ausbildungseinrichtung für Journalisten in der DDR. Die Fachschule wurde 1965 unter der Bezeichnung Fachschule für Journalistik der Deutschen Demokratischen Republik staatlich anerkannt und dem Verband der Journalisten der DDR unterstellt. Die Fachschule für Journalistik wurde nach dem Ende der DDR 1990 aufgelöst. Die letzte Adresse lautete Kurt-Eisner-Straße 1, 7030 Leipzig.
Zulassungsvoraussetzung für ein Studium an der Fachschule war ein einjähriges Volontariat in einer Presse-, Hörfunk- oder Fernsehredaktion. Das anschließende Studium dauerte drei Jahre, wobei „sozialistische Gesellschaftstheorie“ und die Grundlagen des Journalismus im Vordergrund standen. Ein Studium an der Fachschule für Journalistik war neben dem Diplom-Studium an der ebenfalls in Leipzig ansässigen, aber akademischer ausgerichteten Sektion Journalistik an der Karl-Marx-Universität Leipzig der einzige offizielle Weg zum Journalistenberuf in der DDR. Die theoretische Ausbildung an der Fachschule für Journalistik übernahmen hauptsächlich Dozenten von der Sektion Journalistik. Neben dem Präsenzstudium bot die Fachschule auch einen Fernstudiengang und Weiterbildungskurse an. Diese Angebote wurden insbesondere von Volkskorrespondenten wahrgenommen.
Zu den Absolventen der Fachschule gehören unter anderen der CDU-Politiker Herbert Goliasch und der Chefredakteur der Leipziger Volkszeitung Jan Emendörfer.